# Giulia Lippi
Giulia Lippi (Lucca, 10 marzo 1986) è un'attrice italiana.

## Biografia
Si forma professionalmente seguendo un corso di recitazione quadriennale tenuto da Alessandro Bertolucci. Dopo il debutto teatrale, lavora anche per il cinema, ma soprattutto in televisione, recitando in varie fiction televisive. In contemporanea al suo lavoro di attrice, frequenta l'università e nel 2011 consegue la Laurea Magistrale in lingue e letterature straniere.
Il suo ruolo di maggior rilievo è quello di Alice, la protagonista femminile della miniserie Notte prima degli esami '82, in onda su Rai 1 nel maggio 2011. Nell'ottobre dello stesso anno compare nella miniserie Il signore della truffa, a fianco di Gigi Proietti, sempre su Rai 1.
A dicembre 2014 interpreta il ruolo di Ursula Capuleti nel film tv Mediaset Romeo e Giulietta, prodotta dalla Lux Vide mentre nel 2016 è presente nel quarto episodio della decima stagione di Don Matteo insieme a Terence Hill.

## Filmografia
- Miracolo a Sant'Anna (2008) - cameo
- Provaci ancora Prof 3 - serie TV (2008)
- Negli occhi dell'assassino, regia di Edoardo Margheriti - film TV (2009)
- Una sera d'ottobre, regia di Vittorio Sindoni - miniserie TV (2009)
- Donna detective 2, regia di Fabrizio Costa - serie TV (2010)
- Notte prima degli esami '82, regia di Elisabetta Marchetti - miniserie TV (2011)
- Il signore della truffa, regia di Luis Prieto - miniserie TV (2011)
- Romeo e Giulietta, regia di Riccardo Donna - miniserie TV (2014)
- Basta poco, regia di Andrea Muzzi e Riccardo Paoletti (2015) - cameo
- Don Matteo 10, regia di Jan Maria Michelini - serie TV (2016)
- Nero a metà, regia di Marco Pontecorvo - serie TV, episodio 1x10 (2018)
- Non dirlo al mio capo 2, regia di Riccardo Donna - serie TV (2018)
- Lea - Un nuovo giorno, regia di Isabella Leoni - serie TV, episodio 1x03 (2022)
- Miss Fallaci, regia di Luca Ribuoli e Giacomo Martelli - serie TV (2024)

## Conduttrice
- GT Academy - Sky Sport (2013)

## Teatro
- Sogno di una notte di mezza estate, regia di Alessandro Bertolucci (2001)
- L'usignolo e la rosa, regia di Alessandro Bertolucci (2002)
- Amore e morte, regia di Alessandro Bertolucci (2003)

## Campagne pubblicitarie
- Le Petit Marseillais (2013)
- Carne Montana (2015)
- Bresso Antipasti (2015)
- Betotal (2015)
- Yogurt Yomo (2016)
- L'isola dei tesori (2016)
- Tim (2017)
- Pop Move (2019)
- Reale Mutua Assicurazioni (2022)
- Mulino Bianco (2024)